# Edsilia Rombley
Edsilia Francisca Rombley (ur. 13 lutego 1978 w Amsterdamie) – holenderska piosenkarka i prezenterka telewizyjna.
W latach 1995–1997 wokalistka zespołu Dignity. Od 1996 artystka solowa, wydała siedem albumów studyjnych. Dwukrotnie reprezentowała Holandię w Konkursie Piosenki Eurowizji: w 1998 i 2007.

## Życiorys
Jej rodzice pochodzą z Aruby i Curaçao.
Karierę muzyczną rozpoczęła w 1995, zostając wokalistką zespołu Dignity, z którym wylansowała przeboje „Talk to Me” i „Hold Me”. Będąc wokalistką Dignity, zwyciężyła w finale konkursu European Soundmix Show 1996, podczas którego wykonała piosenkę „I Just Had to Hear Your Voice”. W 1997 odeszła z zespołu, chcąc w pełni skoncentrować się na działalności solowej. Niedługo później wydała pierwszy solowy singel „Baby It’s You”, a także debiutancki album studyjny pt. Thuis.
W 1998 wydała drugi album pt. Edsilia. W marcu z utworem „Hemel en aarde” zwyciężyła w finale krajowych eliminacji do 43. Konkursu Piosenki Eurowizji, zdobywszy największe poparcie telewidzów i jurorów, dzięki czemu została ogłoszona reprezentantka Holandii w finale konkursu organizowanego w Birmingham. 9 maja zajęła czwarte miejsce w finale Eurowizji 1998 po zdobyciu 150 punktów. Kilka tygodni po finale konkursu utwór dotarł do 10. miejsca krajowej listy przebojów.
W 2002 wydała trzeci album studyjny pt. Face to Face, który promowała singlem „What Have You Done to Me”. Za singiel zdobyła nominację do nagrody TMF w kategorii „najlepsza piosenka R&B”. Również w 2002 była nominowana do tytułu „artystki roku” podczas wręczenia statuetek Edison Award. W styczniu 2004 wzięła udział w trasie koncertowej pianisty jazzowego Michiela Borstlapa.

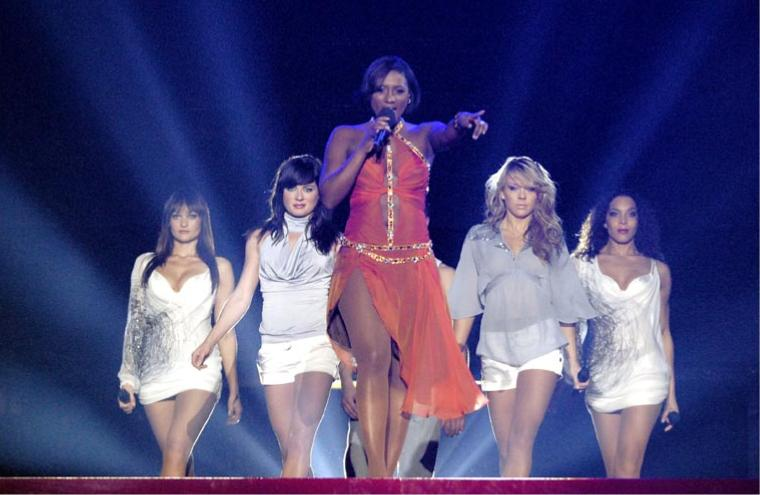
Rombley podczas występu w 52. Konkursie Piosenki Eurowizji, maj 2007

W 2005 wzięła udział w akcji charytatywnej Artyści dla Azji, na której potrzeby wraz z innymi holenderskimi artystami nagrała piosenkę „Als je iets kan doen”. W 2006 uczestniczyła w drugiej, niderlandzkiej wersji programu rozrywkowego Dancing with the Stars. W czerwcu 2006 opublikowała singiel „Dan ben ik van jou”, który umieściłą na swoim czwartym albumie studyjnym pt. Meer dan ooit ze stycznia 2007. Z płytą dotarła do szóstego miejsca listy najczęściej kupowanych albumów w kraju. Kilka tygodni wcześniej została ogłoszona reprezentantką Holandii w 52. Konkursie Piosenki Eurowizji organizowanym w Helsinkach. W lutym wystąpiła w koncercie telewizyjnym, w którym spośród trzech piosenek z albumu pt. Meer dan ooit („Meer dan ooit”, „Eén keer meer dan jij” i „Nooit meer zonder jou”) wyłoniona została jej propozycja konkursowa. Największe uznanie telewidzów zdobyła piosenka „Nooit meer zonder jou”. Po koncercie nagrała anglojęzyczną wersję utworu, „On Top of the World”, którą 10 maja wykonała w półfinale Eurowizji i zajęła 21. miejsce, przez co nie zakwalifikowała się do finału. Trzy dni później podała punkty krajowych telewidzów podczas finału Eurowizji. W 2009 udostępniła pierwszy album koncertowy pt. Live (Theatertour Van Jongs Af Aan), zawierający zapis dźwiękowy koncertu, który zagrała w 2005 na scenie Theater de Meerse w Hoofddorp.
W 2011 wydała album pt. Uit mijn hart. W 2013 ukazał się album pt. Sweet Soul Music, który nagrała z Metropole Orkiestra, Z płytą dotarła do siódmego miejsca listy najczęściej kupowanych albumów w kraju. Pod koniec listopada 2014 wydała album pt. The Piano Ballads (Volume 1). W maju 2015 pełniła funkcję sekretarza podającego punkty z Holandii w finale 60. Konkursu Piosenki Eurowizji. W 2018 wydała drugą część albumu pt. The Piano Ballads (Volume 2). Poprowadziła Konkurs Piosenki Eurowizji 2021.

## Życie prywatne
1 sierpnia 2006 w Amsterdamie poślubiła kompozytora Tjeerda Oosterhuisa, starszego brata piosenkarki Trijntje Oosterhuis.

## Dyskografia

### Albumy studyjne
- Thuis (1997)
- Edsilia (1998)
- Face to Face (2002)
- Meer dan ooit (2007)
- Sweet Soul Music (2013)
- The Piano Ballads (Volume 1) (2014)
- The Piano Ballads (Volume 2) (2018)